# Artassenx
Artassenx là một xã trong tỉnh Landes ở Aquitaine tây nam nước Pháp